# Vert épinard
Le vert épinard est une teinte de vert, à l'origine un colorant alimentaire vert qu'on préparait avec des épinards. Couramment, cette expression désigne une couleur d'un vert soutenu. Pour le Répertoire de couleurs de la Société des chrysanthémistes de 1905, les quatre tons représentent la « tonalité général d'un carré d'épinards, vu sans soleil, à 6-8 mètres de distance » (RC2).
« Vert épinard » décrit au XIXe siècle la couleur vert foncé de vêtements pour la chasse, qui deviendra plus tard le vert armée ; cette couleur sera à la mode à des époques qui goûtent la discrétion sans renier les couleurs. Quand il s'agit d'une œuvre d'art, c'est une expression nettement péjorative.
Dans les nuanciers contemporains, on trouve KB241 Vert épinard, assez semblable, autant qu'on puisse en juger, à un des quatre tons du Répertoire de couleurs ; dans le domaine de la mode Vert épinard.